# Alexandr (Echevarria)
Alexandr (rodným jménem: Francisco Echevarria; * 19. února 1956, Ženeva) je kněz Ruské pravoslavné církve v zahraničí, emeritní biskup veveyský a vikář londýnské a západoevropské eparchie.

## Život
Narodil se 19. února 1956 v Ženevě do katolické rodiny.
Již v mládí navštěvoval pravoslavný chrám Povýšení Svatého Kříže. Po setkání s arcibiskupem ženevským a švýcarským Antonijem (Bartoševičem) se rozhodl vstoupit do pravoslavné církve, to se stalo 24. prosince 1973 a přijal nové jméno Adrian (francouzsky Adrien) k poctě svatého mučedníka Adriána Nikomédského.
Roku 1977 začal studovat na Ženevské univerzitě. Studium dokončil roku 1981 a získal diplom ze starověké historie, starořečtiny a koptštiny. Poté byl pozván ke službě v pravoslavné církvi a to jak církevní tak administrativní. Pomáhal v chrámu Povýšení Svatéhpo Kříže a dále v chrámu svaté Barbory ve Vevey.
Dne 26. září 1996 byl biskupem Ambroisem (Kantakuzenem) vysvěcen na diakona. Poté strávil šest měsíců v Lesněnském monastýru ve Francii kde se učil bohoslužbu a pomáhal biskupovi Serafimu (Dulgovi).
Dne 1. března 1997 byl biskupem Ambroisem vysvěcen na presbytera a byl jmenován druhým knězem chrámu v Ženevě. Mezitím dále působil ve službě v chrámu sv. Barbory ve Vevey, v chrámu Narození Krista v Lausanne, v chrámu Svaté Trojice v Bernu a v chrámu svatého Mikuláše v Basileji. V letech 2007–2011 vykonával měsíční službu v chrámu svatého Alexandra Něvského ve francouzském Pau.
Dne 23. července 2018 byl v chrámu sv. Barbory ve Vevey povýšen na protojereje.
Dne 20. září 2018 byl Archijerejským synodem Ruské pravoslavné církve v zahraničí ustanoven biskupem veveyským a vikářem západoevropské eparchie. Dne 15. října 2018 byla jeho volba potvrzena Svatým synodem Ruské pravoslavné církve.
Dne 25. listopadu 2018 byl v monastýru přepodobného Joba Počajevského v Mnichově postřižen na monacha se jménem Alexandr k poctě svatého mučedníka Alexandra z Bergama. Dne 2. prosince byl povýšen na archimandritu.
Dne 19. ledna 2019 v katedrále Povýšení kříže Páně v Ženevě byl jmenování na biskupa. Biskupské svěcení přijal tamtéž o den později od arcibiskupa Berlínského a Německého Marka (Arndtа), arcibiskupa Stuttgarského Agapita (Horáčekа), biskupa Richmondského a Západoevropského Irenea (Steenberga) a biskupa Seattlijského Feodosia (Ivaščenka).
Dne 5. března 2024 byl penzionován podle jeho žádosti.